# 林冠廷
林冠廷是台客劇場的導演以及後製，別名Al K Lin。 他除了台客劇場的頻道擁有約8500萬的觀看次數之外，他的臉書也擁有約400萬的觀看次數。

## 台客劇場
台客劇場是林冠廷的YouTube頻道，又稱為"台客劇場 TK Story"。於每周三發布一部影片。從一開始的環保活動(淨灘，撿菸蒂等)，到後來的各種台灣議題都有。每部影片的結尾都有聖經的經文，(未註明出處的經文)和他的基督信仰有關。

## 生平
林冠廷的家庭已經是個信仰基督教的家庭，這反映在他的影片結尾中。幼時原本在美國，因工作的關係而回到台灣。從大學開始，他便開始進行和拍片、編導有關的事情。  他在擔任"台原影片"導演的7到8年間，拍攝過各種商業廣告以及藝人的MV。後來因他個人的理念以及周遭的支持下，才成立台客劇場。